# C9H10N2O3
化学式C9H10N2O3（摩尔质量：194.19 g/mol）可以指：
- 氨马尿酸，CAS号：61-78-9 ，钠盐CAS号：94-16-6
- XK-90，CAS号：61172-42-7

|  | 这个同类索引页列出了具有相同分子式的化学物（即同分異構體）条目。 除非您是有意链接至本页，否则应将相应条目的内部链接指向正确的条目。 |